# Acquaviva d'Isernia
Acquaviva d'Isernia è un comune italiano di 345 abitanti della provincia di Isernia in Molise.

## Geografia fisica
Si trova nel bacino del fiume Volturno, a destra del corso di uno dei suoi affluenti, il torrente Rio. Il territorio presenta un andamento altimetrico irregolare, il paesaggio è coperto da una vegetazione in cui dominano la quercia ed il carpino. Copre un'area di 13 km².
Il panorama che si gode da questo piccolo comune è offerto dalla catena appenninica delle Mainarde. La sua collocazione geografica, lo pone a breve distanza dai centri turistici abruzzesi di Roccaraso, Pescocostanzo e Rivisondoli, note località sciistiche.

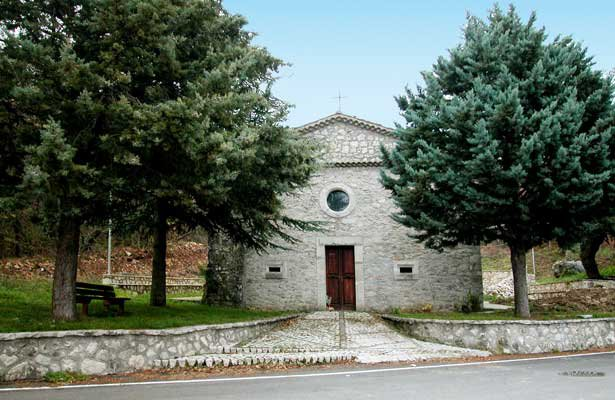
Santuario dell'Assunta.

## Storia
Il feudo fece parte in epoca medievale delle possessioni dell'abbazia di San Vincenzo al Volturno, e nel XVI secolo dell'abbazia di Montecassino. In precedenza unito a Rionero Sannitico, Acquaviva divenne comune autonomo col Regio Decreto n. 1876 del 25 gennaio 1820.

### Simboli
Lo stemma e il gonfalone del comune di Acquaviva d'Isernia sono stati concessi con decreto del presidente della Repubblica del 23 ottobre 1997.
Il gonfalone è un drappo partito di bianco e di azzurro.

## Monumenti e luoghi d'interesse
Di rilievo dal punto di vista architettonico, è il Castello dei Carmignano, di impianto longobardo, la chiesa di Sant'Anastasio, la cappellina della Madonna del Rosario e il santuario di Santa Maria Assunta.

## Società

### Evoluzione demografica
Abitanti censiti

### Tradizioni e folclore

#### Festa patronale della Focata
Il folclore ad Acquaviva si materializza nel grande falò che si accende la sera del 21 gennaio, vigilia dei festeggiamenti del Santo Patrono, Anastasio.
"La Focata" viene alimentata con ginepri tagliati nel territorio circostante. Una tradizione molto sentita, che regge al trascorrere degli anni e richiama molti emigrati Acquavivesi sia da fuori regione che dall'estero.
Il 19 agosto si celebra la festa della "Scurpella", storica tradizione del posto in cui si gustano le famose scorpelle, un dolce di pasta di pane con lo zucchero.

## Cultura

### Cucina
Per quanto riguarda la gastronomia, piatti tipici esclusivi, sono "sagn' e fasciuol" (ottimi e ricercati i fagioli locali), e "cotigh' e fasciuol", fra i dolci famose sono le "scurpell"  e il pane con le patate.

## Economia

### Agricoltura
L'economia del paese, una volta basata sull'agricoltura e sull'allevamento, attualmente è imperniata sul terziario, sulle piccole attività commerciali e sul lavoro dipendente all'interno delle aziende della provincia. L'allevamento ovino-caprino e suino, non trova più spazio nel quadro produttivo locale, invece è ancora frequente la coltivazione, in piccoli orti, di patate, fagioli (molto pregiata è la qualità locale), verdure varie, ecc.

## Amministrazione
| Periodo          | Periodo          | Primo cittadino       | Partito      | Carica                  | Note |
| ---------------- | ---------------- | --------------------- | ------------ | ----------------------- | ---- |
| 9 giugno 1996    | 4 aprile 2005    | Alfredo Petrocelli    | lista civica | sindaco                 |      |
| 16 maggio 2005   | 30 marzo 2010    | Stefano Di Cristofaro | lista civica | sindaco                 |      |
| 30 marzo 2010    | 11 novembre 2015 | Lenio Petrocelli      | lista civica | sindaco                 |      |
| 18 novembre 2015 | 5 giugno 2016    | Stefano Conti         |              | commissario prefettizio |      |
| 5 giugno 2016    | in carica        | Francesca Petrocelli  | lista civica | sindaco                 |      |